# Mezclador de DJ

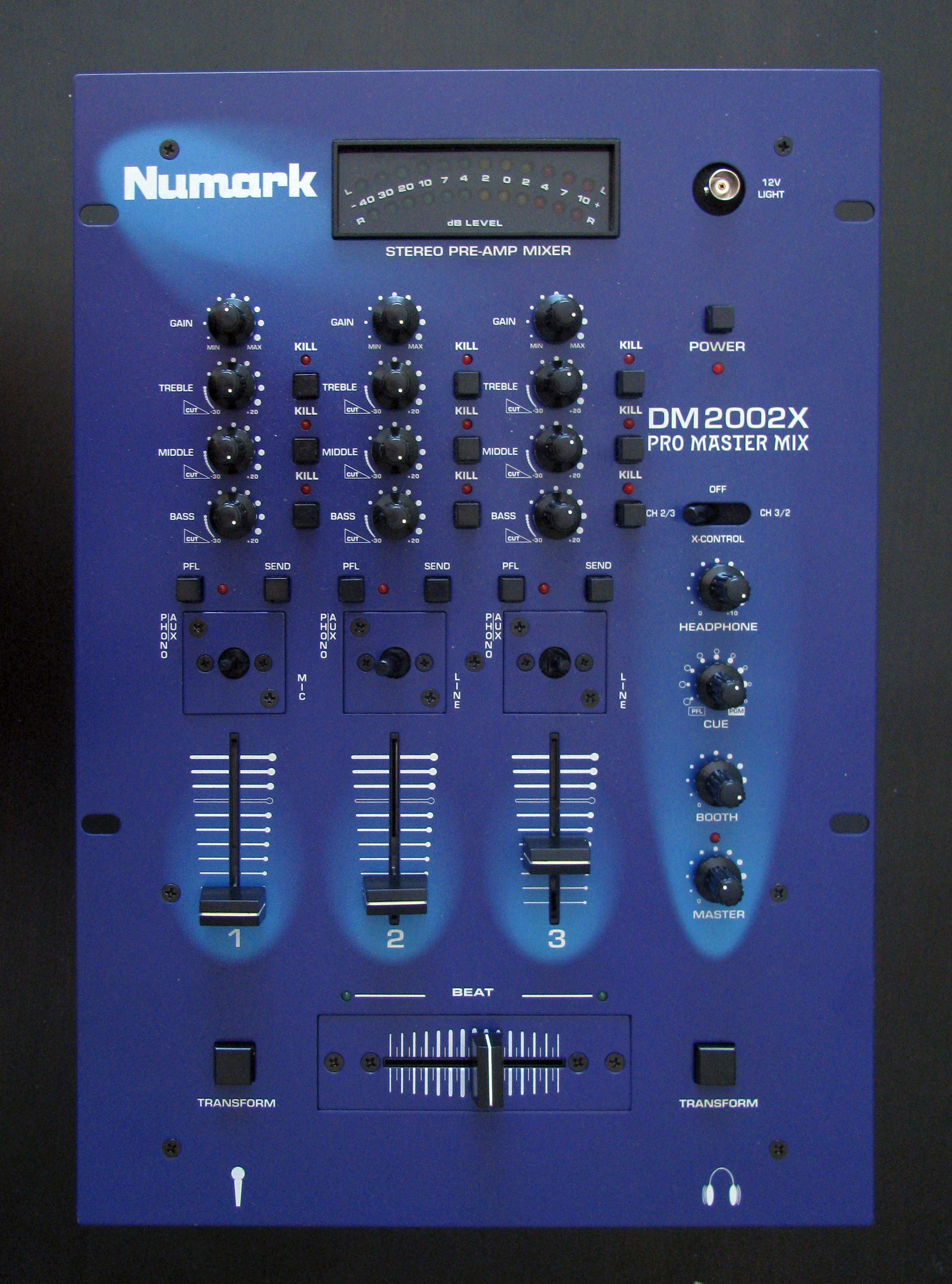
Un mezclador Numark DM2002X Pro Master DJ. Este mezclador de tres canales puede tener hasta tres fuentes de estrada del sonido. Los diales para controlar ganancia y ecualización permiten ajustar el volumen y el tono de cada fuente de sonido. Los faders verticales permiten un mayor ajuste del volumen de cada fuente de sonido. El crossfader montado horizontalmente permite al DJ hacer una transición suave de una a otra canción en las fuentes de sonido.

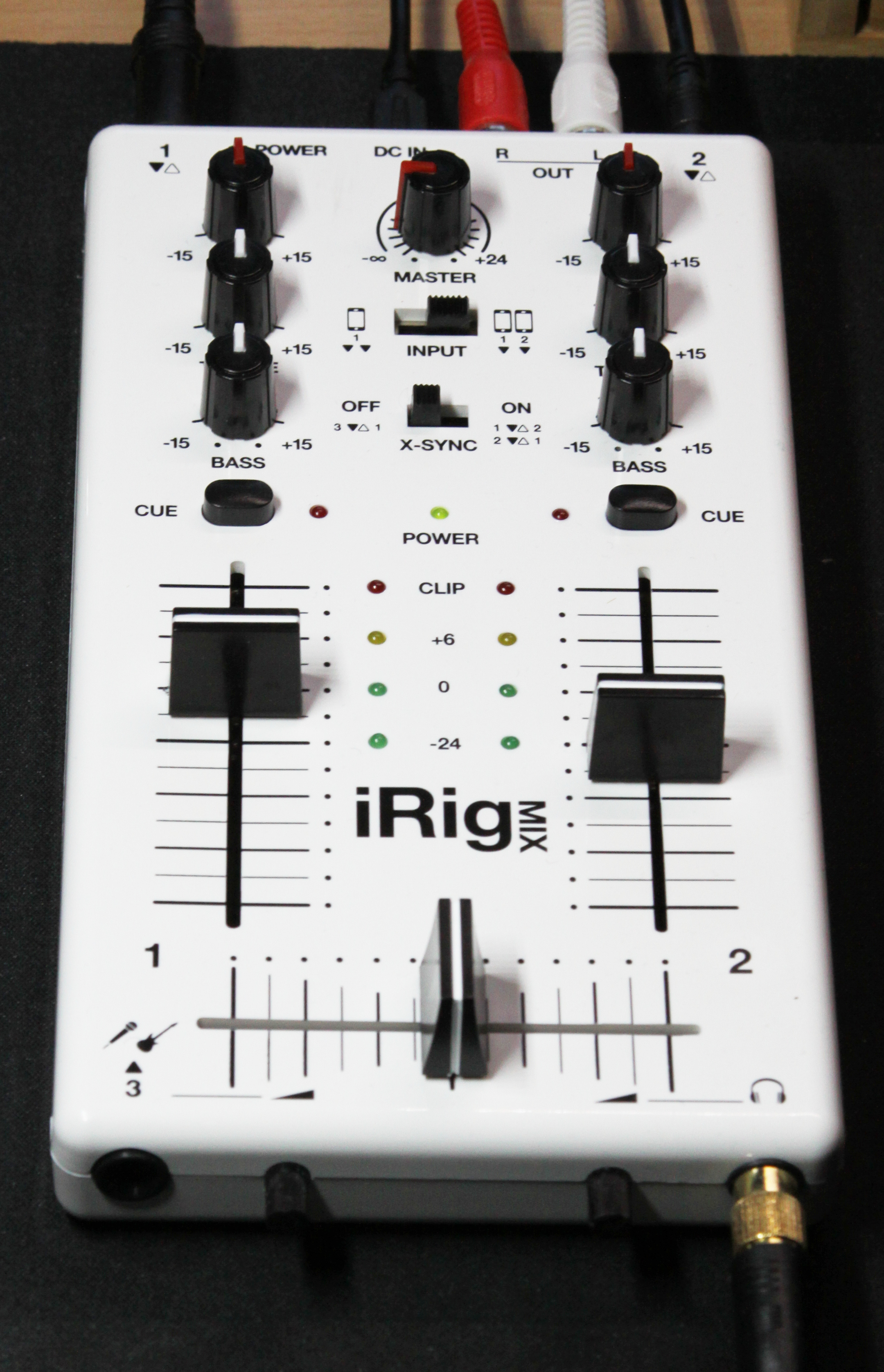
Un mezclador iRig Mix DJ.

Un mezclador de DJ (en inglés, DJ mixer o simplemente mixer) es un tipo de mesa de mezclas de audio utilizada por los DJs para controlar y manipular múltiples señales de audio. Algunos DJs usan el mezclador para hacer transiciones fluidas de una canción a otra cuando están tocando discos en un club de baile. Los DJs y turntablistas de la música hip hop, así como en el nu metal, se usa el mezclador de DJ para ejecutar el tocadiscos como un instrumento musical y crear ritmos, loops y efectos de sonido como el scratching. Los DJ de géneros disco, house, la EDM, techno y otros géneros orientados al baile usan el mezclador para hacer transiciones suaves entre diferentes grabaciones de sonido mientras se reproducen. Tradicionalmente las fuentes de sonido suelen ser el tocadiscos, los casetes, CDJs o la computadora. Los mixers permiten que el DJ use auriculares para escuchar la siguiente canción antes de reproducirla para el público.
La mayoría de los DJ mixers de gama baja-media solo pueden acomodar dos giradiscos o reproductores de CD, pero algunos mezcladores (como los que se usan en clubes nocturnos más grandes) pueden acomodar hasta cuatro giradiscos o reproductores de CD.

## Descripción
las mezcladores de DJ suelen ser consolas mucho más pequeñas que otras utilizadas en los sistemas de refuerzo de sonido y la grabación de sonido. Mientras que un mezclador de discoteca típico tiene 24 entradas, un mezclador grande de un estudio de grabación profesional puede tener 48, 72 o incluso 96 entradas, un mezclador de DJ típico puede tener solo 2 o 4 entradas. La característica clave que diferencia a un mezclador de DJ de otros tipos de mezcladores de audio más grandes es la capacidad de redirigir (cue) los sonidos de una fuente que no se reproduce a los auriculares, para que el DJ pueda encontrar la parte deseada de una canción o pista y la presencia de un crossfader, que permite una transición más fácil entre dos fuentes (o scratching para los turntablistas).
Un crossfader tiene el mismo diseño de ingeniería que el fader, ya que es un control que se desliza, pero a diferencia de los faders, que generalmente son verticales, los crossfaders suelen ser horizontales. Para comprender la función de un crossfader, uno puede pensar en el crossfader en tres posiciones clave. Para un mezclador de DJ que tiene dos fuentes de sonido conectadas, como dos tocadiscos de grabación, cuando el crossfader está en la posición más a la izquierda, el mezclador solo emitirá la música del tocadiscos A. Cuando el crossfader está en la posición más a la derecha, el mezclador solo emitirá la música del tocadiscos B. Cuando el crossfader está en su punto medio (generalmente marcado con una señal), el mixer emitirá una combinación de la música del tocadiscos A y la música del tocadiscos B. Los otros puntos a lo largo del camino del crossfader producen diferentes balances de A y B.
Antes de que un plato giratorio pueda usarse en el mixer, debe preamplificarse (aumentar el nivel de la señal). Los mezcladores de DJ generalmente poseen preamplificadores para conectar giradiscos. La señal que sale directamente de un tocadiscos de vinilos es demasiado débil para amplificarse a través de un sistema de megafonía PA. Los mezcladores de DJ también se utilizan para crear DJ mixsets (pista única donde se enlazan varias canciones y puede durar horas) que se graban y venden. Los mezcladores de DJ generalmente tienen controles de ecualización para graves y agudos de cada canal. Algunos mezcladores de DJ de la era 2010 tienen unidades de efectos electrónicos o digitales integrados, como eco o reverberación. Algunos mezcladores de DJ también cuentan con una tarjeta de sonido USB incorporada para conectarse a una computadora con software de DJ sin requerir una tarjeta de sonido separada. Los mezcladores de DJ generalmente tienen una entrada de micrófono, por lo que un micrófono se puede conectar al mezclador, lo que permite al DJ anunciar canciones o actuar como maestro de ceremonias (MC) para un evento. Algunos mezcladores de DJ tienen un interruptor de apagado (kill switch), que corta completamente un canal o, en algunos modelos, corta completamente una banda de frecuencia (por ejemplo, todos los graves).

## Salidas
La salida (output) de un mezclador de DJ generalmente se conecta a un sistema de refuerzo de sonido o a un sistema de megafonía PA cuando se toca en vivo en una discoteca, rave... o lugar/evento similar. El sistema de refuerzo de sonido consta de amplificadores de potencia que amplifican la señal al nivel que puede conducir a las cajas de los altavoces, que desde los años 80 generalmente incluyen altavoces de rango completo (full-range) y subwoofers para los tonos graves profundos. Si el DJ está realizando una mezcla para una estación de radio o para la televisión, la salida del mezclador de DJ se conecta a la consola de audio principal que se utiliza para la transmisión. Si el DJ está realizando una mezcla que está siendo grabada en un estudio de grabación, la salida del mezclador de DJ se conecta a la consola de audio principal utilizada para la grabación, que a su vez se conecta al medio de grabación (cinta de audio, disco duro, etc. .). 
En algunos casos, como un set en un club que también se retransmite simultáneamente a través del sistema de radio o televisión o se graba para un video musical u otro espectáculo, la salida del mezclador de DJ se conecta al sistema de refuerzo de sonido y en la consola de audio principal que se utiliza para la transmisión y/o grabación. Este tipo de retransmisiones se dan en festivales como Tomorrowland o eventos de Boiler Room. 
En los clubes, algunos DJ pueden usar un altavoz de monitor (foldback o monitor speaker) para escuchar la mezcla principal.

## Potencia
Los mezcladores de DJ tienen un enchufe de corriente alterna que está conectado a la pared para suministrar energía eléctrica a la unidad. Algunos mezcladores de DJ pueden llevar baterías, lo que permite a los usuarios mezclar canciones fuera o lejos de fuentes de energía eléctrica, con la salida conectada a un radiocasete portátil u otro sistema de sonido con batería. 

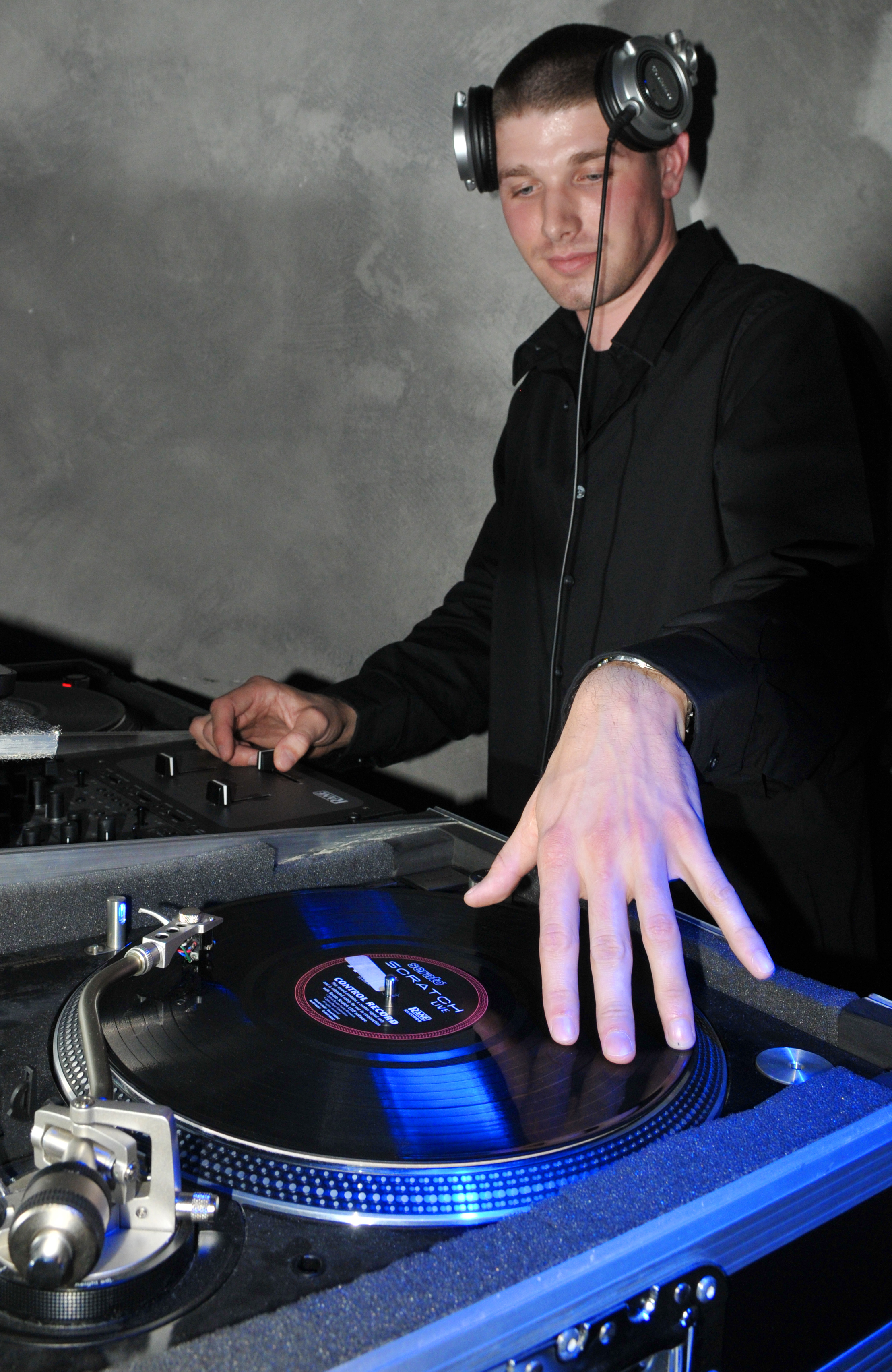
Un DJ actuando en el Air Force Ball (2009). Con una mano está manipulando un disco de vinilo en una mesa giratoria; Con la otra mano está controlando la mezcla con un mezclador de DJ.

## Historia
La mezcla de DJ desempeñó un papel clave en el desarrollo del género musical afroamericano Hip hop. En la música hip hop y, ocasionalmente, en otros géneros que están influenciados por el hip hop (por ejemplo, nu metal), los DJ usan el tocadiscos como instrumento musical, junto con el mezclador de DJ, para crear sonidos rítmicos únicos y nuevos efectos de sonido. La manipulación de un disco como parte de la música, en lugar de la reproducción o mezcla normal, se denomina turntablism. La base del turntablismo, y su técnica más conocida, es el scratching («rascado»), desarrollado por Grand Wizzard Theodore. No fue hasta el lanzamiento de Rockit por Herbie Hancock en 1983 que el movimiento de turntablism fue reconocido en la música popular fuera del contexto del hip hop. En la década de 2010, muchos DJs de hip hop utilizan reproductores de CD o dispositivos de emulación de grabación digital para crear sonidos rascantes; Sin embargo, algunos DJ todavía rascan discos de vinilo (estilo «old school»).
La mezcla de DJ también jugó un papel clave en la música disco en los años 70. En las discotecas, los DJ usarían los mezcladores para pasar sin problemas de una canción a otra y crear una mezcla de canciones que mantendría a los bailarines con energía. Uno de los pioneros del diseño de equipos de mezcla de DJ fue Rudy Bozak. El beatmatching y el beatmixing con un mezclador de DJ se usaron por primera vez para alentar a los bailarines a no abandonar la pista de baile entre canciones. Al igualar la canción A y la canción B, un DJ puede hacer una transición perfecta entre dos canciones, sin crear un descanso en la música. Por lo general, cuando un DJ está usando beatmatching, dejarán que se reproduzca la canción A hasta que llegue a su fin. Mientras se reproduce la canción A, el DJ añade la canción B en sus auriculares y ajusta la velocidad del tocadiscos B hasta que los ritmos de la canción A y la canción B estén sincronizados (synced up). Luego, una vez que los ritmos de las dos canciones están sincronizados, pueden desvanecerse lentamente en la canción B mientras la canción A se acerca a su final. En la década de 2000, los mezcladores de DJ se utilizaron para ejecutar mezclas armónicas.